# Embargo estadounidense a Nicaragua
El embargo de Estados Unidos contra Nicaragua fue declarado por el entonces presidente Ronald Reagan el 1 de mayo de 1985 y prohibió todo comercio entre Estados Unidos y Nicaragua. En una estrategia similar al embargo contra Cuba, se pretendía socavar el gobierno sandinista que llegó al poder en 1979. Reinstaurado en 2018 por las protestas en Nicaragua de 2018 y el consecuente advenimiento autoritario de la década de los años 1980.

## Embargo
El embargo prohibía tanto la entrada de productos estadounidenses a Nicaragua (con excepciones para medicamentos y otros bienes humanitarios) como la entrada de productos nicaragüenses a Estados Unidos. Además, prohibió que todos los barcos nicaragüenses aterrizaran en cualquier puerto estadounidense o que los aviones aterrizaran en suelo estadounidense.[cita requerida]
Ronald Reagan, el día que declaró el embargo, afirmó: "Yo, Ronald Reagan, Presidente de los Estados Unidos de América, considero que las políticas y acciones del Gobierno de Nicaragua constituyen una amenaza inusual y extraordinaria a la seguridad nacional y política exterior de los Estados Unidos y por la presente declaramos una emergencia nacional para hacer frente a esa amenaza." Reagan hizo cuatro demandas contra Nicaragua durante su anuncio del embargo:
1. "Detener su exportación de insurrección armada, terrorismo y subversión a los países vecinos".
2. Poner fin a sus vínculos militares con Cuba y la Unión Soviética
3. Poner fin a su "acumulación masiva de armas"
4. Adherirse, en la ley y en la práctica, a los principios democráticos y a la "observancia de todos los derechos políticos y humanos".[3]

## Violaciones del derecho internacional
En 1986 se determinó que el embargo violaba el Tratado de Amistad, Comercio y Navegación entre Estados Unidos y Nicaragua, pero no la obligación de derecho internacional de no intervención de la Corte Internacional de Justicia. El fallo del tribunal establece que el embargo "violaba las obligaciones establecidas en el artículo XIX del Tratado de Amistad, Comercio y Navegación entre las Partes firmado en Managua el 21 de enero de 1956", pero que "no podía considerar tal acción en el presente". caso como una violación del principio de no intervención del derecho consuetudinario". Este Tratado establece que "ninguna de las partes impondrá restricciones o prohibiciones a la importación de cualquier producto de la otra parte, o a la exportación de cualquier producto a los territorios de la otra parte". Además, al colocar minas en aguas nicaragüenses para hacer cumplir el embargo, los Estados Unidos de América también violaron "sus obligaciones bajo el derecho internacional consuetudinario de no usar la fuerza contra otro Estado". Por lo tanto, los Estados Unidos estaban obligado a "cesar y abstenerse de todos esos actos" y pagar una cantidad no especificada en concepto de reparaciones a Nicaragua. Sin embargo, Estados Unidos continuó el embargo casi cuatro años después del fallo y no pagó reparaciones.

## Extensión del embargo
El embargo fue extendido por seis meses por George H. W. Bush el 1 de noviembre de 1989. Posteriormente levantó el embargo después de cinco meses en marzo de 1990.